# Waad Mohammed

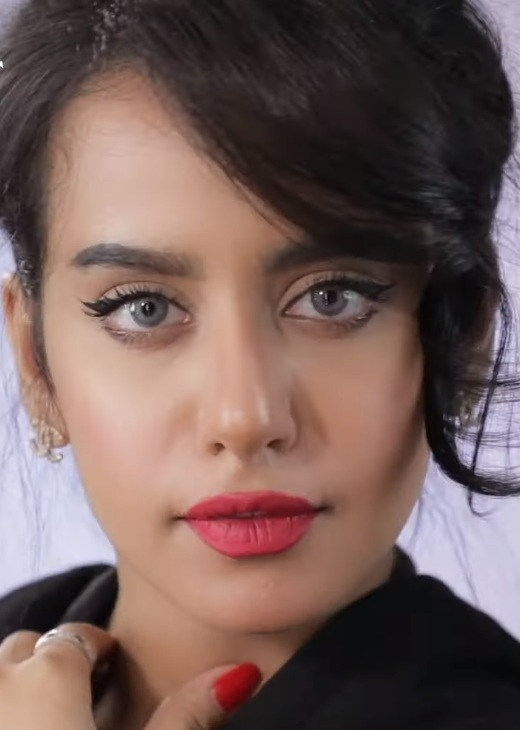
Waad Mohammed, 2020

Waad Mohammed (arabisch وعد محمد, DMG Waʿd Muḥammad; * 26. August 1999 in Riad) ist eine saudi-arabische Kinderdarstellerin.
Waad Mohammed entstammt einer liberalen Familie und geht auf eine amerikanische Privatschule. Sie wurde beim Casting für den Film Das Mädchen Wadjda entdeckt, das sie mit ihrer Mutter besucht hatte.

## Filmografie
- 2012: Das Mädchen Wadjda

## Auszeichnungen
- Dubai International Film Festival
  - 2012: Muhr-Arab-Preis 	Beste Darstellerin
- Washington DC Area Film Critics Association Award
  - 2013: Nominiert für den WAFCA-Preis 	Beste jugendliche Darstellerin
- Women Film Critics Circle Award
  - 2013: Zweiter Platz beim WFCC-Preis	Beste jugendliche Darstellerin